# Glögg

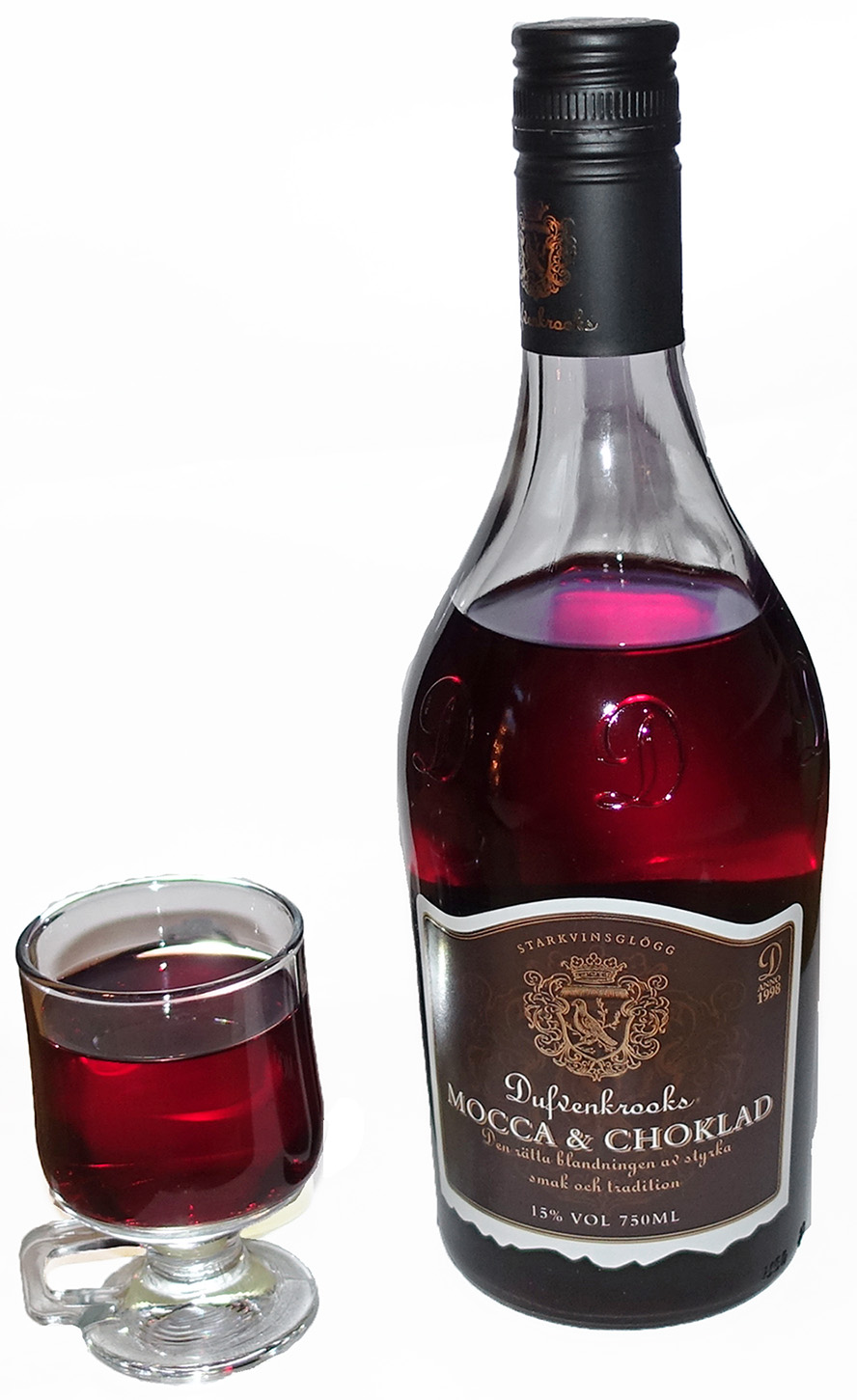
Glögg

Glögg – rodzaj grzanego wina, wywodzący się ze Szwecji, ale popularny w całej Skandynawii oraz w Finlandii i w Estonii. Napój przyrządza się, podgrzewając wymieszane ze sobą składniki: czerwone wino, miód, przyprawy (cynamon, goździki, imbir), skórkę pomarańczową oraz bakalie - najczęściej migdały i rodzynki, napój można wzmocnić również alkoholem: wódką, akvavitem lub koniakiem. W sklepach można kupić gotowy glögg, który często jest w wersji bezalkoholowej. 
Glögg jest bardzo popularnym napojem w Skandynawii w okresie Świąt Bożego Narodzenia. Tradycyjnie podaje się go w kubkach wraz z rodzynkami i migdałami.